# Puntate di M - Il figlio del secolo
Le otto puntate della miniserie televisiva M - Il figlio del secolo sono state trasmesse su Sky Atlantic dal 10 al 31 gennaio 2025. Le puntate sono inoltre andate in onda in simulcast sul canale Sky Cinema Uno e rese disponibili sulla piattaforma di streaming Now.
| nº | Titolo     | Prima TV        |
| -- | ---------- | --------------- |
| 1  | Episodio 1 | 10 gennaio 2025 |
| 2  | Episodio 2 | 10 gennaio 2025 |
| 3  | Episodio 3 | 17 gennaio 2025 |
| 4  | Episodio 4 | 17 gennaio 2025 |
| 5  | Episodio 5 | 24 gennaio 2025 |
| 6  | Episodio 6 | 24 gennaio 2025 |
| 7  | Episodio 7 | 31 gennaio 2025 |
| 8  | Episodio 8 | 31 gennaio 2025 |

## Episodio 1
- Diretta da: Joe Wright
- Scritta da: Stefano Bises, Davide Serino e Antonio Scurati

### Trama
Il 23 marzo 1919 Benito Mussolini fonda i Fasci italiani di combattimento, un movimento che incarna il suo credo politico rivoluzionario. Ma la conquista del consenso è lontana: ai primi Fasci aderiscono solo poche centinaia di reduci di guerra, oltre a mutilati e disperati; inoltre qualcuno gli ruba la scena: il poeta, eroe di guerra e asso dei cieli Gabriele D'Annunzio prende militarmente Fiume. Così Mussolini si butta sulle elezioni: vincono i socialisti, suoi ex compagni ora nemici, lui non prende voti e viene arrestato.
- Altri interpreti: Taiyo Yamanouchi (Harukichi Shimoi), Alessio Recchiuto, Valerio Santucci e Nicola De Santis (socialisti nella trattoria), Massimo Dolci e Paolo Buglioni (ospiti di Margherita Sarfatti), Simone Toffanin (proprietario del negozio).

## Episodio 2
- Diretta da: Joe Wright
- Scritta da: Stefano Bises, Davide Serino e Antonio Scurati (soggetto), Stefano Bises e Davide Serino (sceneggiatura)

### Trama
Rimesso in libertà da sconfitto, Mussolini medita di lasciare la politica; per "sfogarsi" della sconfitta, stupra la sua segretaria minorenne, Bianca Ceccato, che rimane incinta. Poi però un'occasione inattesa fa cambiare idea a Mussolini e lo fa ritornare in politica: gli scioperi indetti dai socialisti, che paralizzano il Paese, inducono latifondisti e industriali a cercare l’aiuto dei Fasci per riportare ordine con la forza. Il fascismo, nato per sollevare gli ultimi, rinnega operai e contadini e abbraccia la causa dei padroni e dei borghesi. Grazie ai nuovi alleati entra in Parlamento.
- Altri interpreti: Taiyo Yamanouchi (Harukichi Shimoi), Stefano Cenci (Filippo Tommaso Marinetti), Luigi Fiorentino (Francesco Saverio Nitti), Rosemary Julie Standley (cantante al club), Alessio Del Mastro (redattore Giavazzi), Cristian Marchetti (Spartaco Lavagnini).[2]

## Episodio 3
- Diretta da: Joe Wright
- Scritta da: Stefano Bises, Davide Serino e Antonio Scurati (soggetto), Stefano Bises e Davide Serino (sceneggiatura)

### Trama
In un paese segnato da classi in lotta, la strategia di Mussolini è fomentare disordini e violenza, destabilizzare le istituzioni e offrirsi poi come l’unico in grado di riportare l’ordine e tenere a freno le sue camicie nere. Ma quando si tratta di fermare la violenza per davvero, i fascisti gli si rivoltano contro.
- Altri interpreti: Alfonso De Vreese (Federico Guglielmo Florio), Federico Dilirio (ufficiale a Sarzana), Miriam Bardini (madre di Florio), Sara Guardascione (moglie della famiglia socialista), Micol Fortunati (bambina della famiglia socialista), Andrea Palermo, Alessandro Gaudenzi, Angelo Venturi, Alessandro Pastena, Federico Matrone, Gianfranco Muzi, Massimo Castellana, Massimo Prudente, Roberto Scorza e Stefano Marcocci (Ras).

## Episodio 4
- Diretta da: Joe Wright
- Scritta da: Stefano Bises, Davide Serino e Antonio Scurati (soggetto), Stefano Bises e Davide Serino (sceneggiatura)

### Trama
La violenza delle camicie nere terrorizza le istituzioni. Mussolini capisce che invece di fermarla è il momento di sfruttarla fino in fondo, e decide di organizzare la marcia su Roma, conscio del fatto che non avrebbe alcuna possibilità di riuscita. Sorprendentemente Mussolini riesce ad ottenere anche di più: diventa capo del governo.
- Altri interpreti: Alessio Del Mastro (redattore Giavazzi), Giorgia Sinicorni (regina Elena), Roberta Mantegna (soprano), Matilde Potenza (Edda Mussolini), Gioele Baldini (Bruno Mussolini a 6 anni), Lorenzo Angelis (Vittorio Mussolini a 8 anni), Massimiliano Caprara (valletto reale).

## Episodio 5
- Diretta da: Joe Wright
- Scritta da: Stefano Bises, Davide Serino e Antonio Scurati (soggetto), Stefano Bises e Davide Serino (sceneggiatura)

### Trama
Mussolini è al potere ma quel potere non è abbastanza. Vuole nuove elezioni con una nuova legge elettorale che gli assicuri una maggioranza schiacciante in parlamento. Don Sturzo, segretario del partito popolare italiano, prova a sbarrargli la strada ma Mussolini in cambio di concessioni alla Chiesa ne ottiene la cacciata. La legge passa, a Mussolini bastano un quarto dei voti per avere potere assoluto. Intanto, all'insaputa di Mussolini, alcune camicie nere fanno massacrare Don Minzoni.
- Altri interpreti: Jessica Piccolo Valerani (Ida Dalser), Paolo Macedonio (Don Luigi Sturzo), Stefano Fregni (capo della polizia), Stefano Carpi (cardinale), Mauro Leuce (Quinto Navarra), Andrea Bruschi (ministro liberale), Tonino Tosto (ministro popolare), Antonio Toma (medico), Alessio Del Mastro (redattore Giavazzi), Matilde Potenza (Edda Mussolini), Gioele Baldini (Bruno Mussolini a 6 anni), Lorenzo Angelis (Vittorio Mussolini a 8 anni), Alessandro Pala Grieshe (uomo distinto).

## Episodio 6
- Diretta da: Joe Wright
- Scritta da: Stefano Bises, Davide Serino e Antonio Scurati (soggetto), Stefano Bises e Davide Serino (sceneggiatura)

### Trama
Per assicurarsi la vittoria elettorale Mussolini apre le liste del partito fascista ai politici di qualsiasi formazione. Pur di essere rieletti in molti abbandonano i propri partiti per salire sul carro del sicuro vincitore. Ma Forni, un carismatico e autorevole capo fascista, si ribella in nome della purezza del movimento: Mussolini, temendo di perdere il voto dei suoi, lo fa massacrare a bastonate.
- Altri interpreti: Alessio Del Mastro (redattore Giavazzi), Matilde Potenza (Edda Mussolini), Gioele Baldini (Bruno Mussolini a 6 anni), Lorenzo Angelis (Vittorio Mussolini a 8 anni).

## Episodio 7
- Diretta da: Joe Wright
- Scritta da: Stefano Bises, Davide Serino e Antonio Scurati (soggetto), Stefano Bises e Davide Serino (sceneggiatura)

### Trama
Dopo una vittoria elettorale che ha portato Mussolini e i suoi alleati fascisti a dominare quasi completamente in Parlamento, la situazione si fa drammatica. Il deputato socialista Giacomo Matteotti il 30 maggio 1924 denuncia violenze e brogli da parte delle camicie nere, chiede l'annullamento delle elezioni; Cesare Rossi riferisce anche a Mussolini che Matteotti si prepara a rivelare un grave caso di corruzione che coinvolgerebbe lo stesso Mussolini. Mussolini ordina che Matteotti venga fermato: gli squadristi capeggiati da Amerigo Dumini, dopo aver svolto un'orgia all'hotel Dragoni ed essersi fatti notare, uccidono Matteotti, e il suo cadavere viene occultato.
- Altri interpreti: Giovanni Alfieri (Amleto Poveromo), Amedeo Gullà (Augusto Malacria), Michele Ferrantino (Giuseppe Viola), Mauro Leuce (Quinto Navarra), Giorgia Sinicorni (regina Elena), Massimiliano Caprara (valletto reale), Antonio Toma (medico), Daniele Paoloni (Rodolfo De Bernart), Thomas Nebuloni (Renato "Neroncino" Barzotti), Salvatore D'Onofrio (portinaio Matteotti), Rosella Tancredi (moglie portinaio), Leonardo Sbragia (amante di Rachele), Alessio Del Mastro (redattore Giavazzi).

## Episodio 8
- Diretta da: Joe Wright
- Scritta da: Stefano Bises, Davide Serino e Antonio Scurati (soggetto), Stefano Bises e Davide Serino (sceneggiatura)

### Trama
La scomparsa di Matteotti prima, e il ritrovamento del cadavere poi, sconvolgono il Paese e scatenano indignazione e sospetti. Le indagini dimostrano il coinvolgimento diretto di uomini fidati del Duce, e il fascismo e il suo capo sembrano ormai sull'orlo del collasso. Ma, come sappiamo, la storia ha saputo ancora una volta sorprenderci. Mussolini, per consolidare ulteriormente il suo potere, si assume la responsabilità morale dell'assassinio con un discorso epocale in Parlamento che porterà all'inizio di una dittatura che durerà per vent'anni.
- Altri interpreti: Giovanni Alfieri (Amleto Poveromo), Amedeo Gullà (Augusto Malacria), Michele Ferrantino (Giuseppe Viola), Mauro Leuce (Quinto Navarra), Giorgia Sinicorni (regina Elena), Massimiliano Caprara (valletto reale), Leonardo Sbragia (amante di Rachele), Daniele Paoloni (Rodolfo De Bernart), Alessio Zirula (giornalista).